# Rally Sol-RACE de 1981
El Rally Sol-RACE de 1981, oficialmente 29.º Rally Sol-RACE, fue la vigésimo novena edición, la décima ronda de la temporada 1981 del Campeonato de Europa y la tercera de la temporada 1981 del Campeonato de España de Rally. Se celebró del 20 al 22 de marzo y contó con un itinerario enteramente sobre asfalto repartido en dos etapa con cuarenta y cuatro tramos que sumaban un total de 482 km cronometrados. Por primera vez la prueba se celebró en el mes de marzo en lugar del habitual mes de octubre y además trasladó su sede a Alicante.
La primera etapa arrancó el viernes 20 a las 18:45 horas de la tarde en Alicante y terminó su en la playa de San Juan el sábado a las 10:10 con una neutralización en Alcoy entre las 5 y las 6 de la mañana. La segunda comenzó a las ocho de la tarde del sábado con salida y llegada en la playa de San Juan con otra neutralización en Alcoy. La prueba acabaría aproximadamente sobre las 9:30 del domingo 22. En total se cubrirían entre tramos y enlaces unos 1.160 km.
Setenta y cinco equipos tomaron la salida en la prueba con nutrida participación extranjera. La escudería italiana Jolly Club se presentó con varios Fiat 131 Abarth para los italianos Adartico Vudafieri y Andrea Zanussi y el francés Bernard Beguin, e incluso un Alfa Romeo Giulietta para Antonella Mandelli. Destacó la ausencia de Jean Claude Andruet, uno de los posibles favoritos, que no pudo tomar la salida ya que su Ferrari estaba retenido por aduanas y no llegó a tiempo para las verificaciones. Entre los españoles más destacados figuraban: Jorge de Bagration considerado por algunos medios como favorito con su Lancia Stratos HF; Antonio Zanini con un Porsche 911 SC aunque no se encontraba contento con su vehículo ya que venía de romper el cambio días antes durante unos entrenos e incluso Eduardo Balcázar. Otras ausencias destacadas fueron las bajas a última hora de Mauro Pregliasco, Lacasa o Etchebers, este último que no pudo participar al no tener su coche a tiempo.
En los primeros tramos el liderato cambió de dueño en varias ocasiones. Bagration, Zanini y el francés Beguin se alternaron en el primer puesto seguidos de cerca por Zanussi y Bagration. Algo más atrás se encontraban Servià con su Ford Fiesta y Ricardo Villar con Porsche. La lluvia hizo acto de presencia de manera considerable según avanzaba la carrera. Al término de la primera etapa el italiano Vudafieri era el líder destacado con una ventaja de casi dos minutos sobre Zanini que a pesar de los problemas con la suspensión trasera y dos penalizaciones de 30 segundos se mantenía en la pelea por la victoria. Bagration, que había tenía problemas con su interfono marchaba tercero y mantenía una dura pugna con Zanussi y Balcázar, cuarto y quinto respectivamente. En sexto lugar y alejado de los puestos de arriba se encontraba Servià que se defendió de los ataques iniciales de los hermanos Villar, ambos con sendos Porsche 911. El compañero de equipo de Genito Ortiz, Pablo de Sousa abandonó tras romper un trapecio de la suspensión lo que suponía un serio revés para los intereses de SEAT de cara al campeonato de marcas.
Finalmente y completada la segunda etapa, el italiano Adartico Vudafieri logró hacerse con la victoria por delante de Bagration por tan solo catorce segundos de diferencia. Ambos pilotos sufrieron hasta el final. El vencedor tuvo problemas con la transmisión de su Fiat y Bagration perdió el agua del circuito de refrigeración de su Stratos. La tercera plaza sería para Zanussi que se benefició del abandono de Zanini que tras la neutralización en Alcoy su coche empezó a perder gasolina y los comisarios lo obligaron a detenerse. El primer piloto fuera del podio fue Balcázar que con su Stratos cerraba un cuádruple resultado para el grupo Fiat y tras él Enrique Villar con Porsche. Menos suerte tuvo el otro hermano Villar que abandonó por rotura de palier. Otro abandono destacado fue Servià que primero sufrió problemas en su embrague y luego acabó rompiendo la caja de cambios. En el grupo 1 ganó Canela por delante de Marcos.

## Clasificación final
| Pos. | Piloto              | Copiloto              | Automóvil             | Tiempo  | Diferencia |
| ---- | ------------------- | --------------------- | --------------------- | ------- | ---------- |
| 1.   | Adartico Vudafieri  | Arnaldo Bernacchini   | Fiat 131 Abarth       | 4:46:39 | 0.0        |
| 2.   | Jorge de Bagration  | Víctor Sabater        | Lancia Stratos HF     | 4:46:53 | +0:14      |
| 3.   | Andrea Zanussi      | Luigi Pirollo         | Fiat 131 Abarth       | 4:50:13 | +3:34      |
| 4.   | Eduardo Balcázar    | Joan Josep Martín     | Lancia Stratos HF     | 4:50:53 | +4:14      |
| 5.   | Enrique Villar      | Federico Garret       | Porsche 911 SC        | 5:05:19 | +18:40     |
| 6.   | Juan Ignacio Canela | Juan Antonio Villalba | Ford Fiesta MK1 1600S | 5:13:57 | +27:18     |
| 7.   | Genito Ortiz        | María Jesús Cabal     | Volkswagen Golf I GTI | 5:22:13 | +35:34     |
| 8.   | Francisco Balcázar  | Juan Manuel Molina    | Talbot Horizon        | 5:24:08 | +37:29     |
| 9.   | José «Pipo» Couret  | Silvia Meléndez       | SEAT 124-1800         | 5:25:09 | +38:30     |
| 10.  | Alfonso Marcos      | Francsec Bofill       | SEAT 124-1800         | 5:26:05 | +39:26     |